# Frei Martinho
Frei Martinho é um município brasileiro do estado da Paraíba, localizado na microrregião do Região Geográfica Imediata de Cuité-Nova Floresta. De acordo com o censo realizado pelo IBGE (Instituto Brasileiro de Geografia e Estatística) no ano de 2009, sua população é de 3.025 habitantes. Área territorial de 246 km². O município está inserido na Região Metropolitana de Barra de Santa Rosa.

## Geografia
O município está incluído na área geográfica de abrangência do semiárido brasileiro, definida pelo Ministério da Integração Nacional em 2005.  Esta delimitação tem como critérios o índice pluviométrico, o índice de aridez e o risco de seca.
| Dados climatológicos para Frei Martinho | Dados climatológicos para Frei Martinho | Dados climatológicos para Frei Martinho | Dados climatológicos para Frei Martinho | Dados climatológicos para Frei Martinho | Dados climatológicos para Frei Martinho | Dados climatológicos para Frei Martinho | Dados climatológicos para Frei Martinho | Dados climatológicos para Frei Martinho | Dados climatológicos para Frei Martinho | Dados climatológicos para Frei Martinho | Dados climatológicos para Frei Martinho | Dados climatológicos para Frei Martinho | Dados climatológicos para Frei Martinho |
| Mês                                     | Jan                                     | Fev                                     | Mar                                     | Abr                                     | Mai                                     | Jun                                     | Jul                                     | Ago                                     | Set                                     | Out                                     | Nov                                     | Dez                                     | Ano                                     |
| --------------------------------------- | --------------------------------------- | --------------------------------------- | --------------------------------------- | --------------------------------------- | --------------------------------------- | --------------------------------------- | --------------------------------------- | --------------------------------------- | --------------------------------------- | --------------------------------------- | --------------------------------------- | --------------------------------------- | --------------------------------------- |
| Precipitação (mm)                       | 41,2                                    | 55,1                                    | 90,8                                    | 101,7                                   | 50,9                                    | 22,1                                    | 13,6                                    | 6,5                                     | 1,6                                     | 3,3                                     | 2,7                                     | 10,8                                    | 400,2                                   |
| Fonte: Atlas Pluviométrico da Paraíba   |                                         |                                         |                                         |                                         |                                         |                                         |                                         |                                         |                                         |                                         |                                         |                                         |                                         |